# NWA Into the Fire
NWA Into the Fire fue un evento de lucha libre profesional producido por National Wrestling Alliance. Tuvo lugar el 14 de diciembre de 2019 desde el GPB Studios en Atlanta, Georgia. Este será el tercer y último evento pago por visión de la NWA en el 2019.

## Producción
Durante el episodio del 15 de octubre de 2019 del programa semanal NWA Power de la National Wrestling Alliance (NWA), se anunció que celebrarían un pago por evento llamado Into the Fire el 14 de diciembre en donde será el cuarto evento importante producido por la NWA después de que Billy Corgan compró la organización, después del NWA 70th Anniversary Show, New Years Clash, y el torneo de Crockett Cup 2019.

## Resultados
- Eli Drake derrotó a  Ken Anderson.
  - Drake cubrió a Anderson después de revertir un «Sunset Bomb» en un «Bulldog Sit Down».
- Thunder Rosa derrotó a Tasha Steelz.
  - Rosa cubrió a Steelz después de un «Double Foot Stomp».
  - Después de la lucha, Ashley Vox atacó a Rosa.
- Question Mark (con Aron Stevens) derrotó a Trevor Murdoch.
  - Mark cubrió a Murdoch después de un «Mongrovian Spike».
  - Durante la lucha, Stevens interfirió a favor de Mark.
- The Rock 'N Roll Express (Ricky Morton & Robert Gibson) (con Homicide & Eddie Kingston) derrotaron a The Wildcards (Thomas Latimer & Royce Isaacs) (con Dave Dawson & Zane Dawson) y retuvieron el Campeonato Mundial en Parejas de la NWA.
  - Morton y Gibson cubrieron a Isaacs después de un «Double Dropkick».
  - Durante la lucha, Homicide & Kingston y The Dawsons se atacaron mutuamente.
- Allysin Kay & ODB derrotaron a Melina & Marti Belle.
  - ODB cubrió a Belle después de un «Bam!».
  - Originalmente Ashley Vox iba a participar del al lucha, pero fue reemplazada por OBD debido a una lesión.
- Aron Stevens (con Question Mark) derrotó a Colt Cabana (c) y Ricky Starks y ganó el Campeonato Nacional de la NWA.
  - Stevens cubrió a Cabana después de un «Spear» de Starks.
  - Durante la lucha, Mark interfirió a favor de Stevens.
- Nick Aldis derrotó a James Storm en un 2-out-of-3 Falls Match y retuvo el Campeonato Mundial Peso Pesado de la NWA.
  - Storm cubrió a Aldis después de un «Last Call». [0-1]
  - Durante la lucha, Kamille interfirió en contra de Aldis.
  - Brian Hebner fue el árbitro en la primera caída.
  - Aldis cubrió a Storm con un «Roll-up». [1-1]
  - Tim Storm fue el árbitro en segunda caída.
  - El árbitro detuvo el combate después de que Aldis dejara inconsciente a Storm con un «King's Lynn Cloverleaf». [2-1]
  - Brian Hebner ganó el sorteo para la tercera caída, pero fue reemplazado por Tim Storm después que fuera atacado por Aldis.
  - Después de la lucha, Marty Scurll apareció para confrontar a Aldis.